# Bukkumi
I bukkumi (부꾸미?, pukkumiMR) sono dolci coreani appartenenti alla categoria dei tteok.

## Preparazione
Si impastano farine di vario tipo – di riso glutinoso, sorgo, frumento, oppure amido –, dopodiché si ricavano dei dischi grandi quanto il palmo di una mano, che vengono  fritti in padella a fuoco lento da un lato, capovolti, riempiti, piegati a forma di mezzaluna e cotti anche dalla parte esterna. Il ripieno classico è la marmellata di fagioli rossi, oppure miscele a base di miele con l'aggiunta di cannella, castagne, zucchero, semi di sesamo tritati e altro. In passato esistevano anche versioni salate con manzo sfilacciato o verdure, che variavano in base alla stagione: in estate, per esempio, si usavano cetrioli arrostiti o zucchine.
Il colore esterno spazia dal tradizionale bianco a giallo, rosa e verde scuro, mentre castagne, giuggiole e Umbilicaria esculenta vengono usati come decorazione.

## Consumo
Vengono serviti freddi, leggermente ricoperti di miele o sciroppo di zucchero per evitare che s'incollino l'uno all'altro. In passato erano usati come decorazione di grandi porzioni di tteok.
I milbukkumi – i bukkumi di farina di frumento – venivano serviti durante il Chilseok, il settimo giorno del settimo mese lunare, per celebrare la fine del raccolto del grano.

## Storia
Creati negli anni Quaranta del Novecento, la prima menzione ai bukkumi nella letteratura è nella quarta edizione (1943) del Joseon seonmussang sinsik yori jebeop, il primo ricettario di cucina coreana scritto da Lee Yong-gi nel 1924, con il nome di buk-kkwomi (북꾀미?). La parola bukkumi è apparsa solo nel 1958 in un altro ricettario, l'Urinara eumsik mandeuneun beop, dove vengono paragonati a un dolcetto simile, il jeonbyeong, che viene talvolta usato come sinonimo.